# Chytranthus prieurianus
Chytranthus prieurianus là một loài thực vật có hoa trong họ Bồ hòn. Loài này được Baill. mô tả khoa học đầu tiên năm 1876.